# Amara angustata
Amara angustata là một loài bọ cánh cứng trong chi Amara thuộc họ Carabidae.